# ألفونسو دا فالوس
ألفونسو دا فالوس داكوينو (بالإيطالية: Alfonso d'Avalos d'Aquino) ، ماركيز بسكارا السادس والثاني من فاستو (1502 - 1546) ، كان كوندوتييرو إيطاليًا من أصول إسبانية ، اشتهر بخدمته لصالح الإمبراطور تشارلز الخامس ، ملك الإمبراطور الروماني المقدس وملك إسبانيا.

## سيرة شخصية
ولد في إسكيا ، ابن عم فرانشيسكو فرديناندو الأول ديفالوس ، ورث ألقابه بعد عام 1525 ، وحارب الفرنسيين والفينيقيون إلى جانبه. خلال الفترة من 1526 إلى 1528 ، حارب تحت قيادة هوغو مونكادا ، حيث تم أسره في 28 أبريل 1528 من قبل قائد جنوة فيليبينو دوريا في معركة كابو دورسو.
في يوليو 1535 كان جزءًا من القوات البحرية التي أستعادت مدينة تونس في شمال إفريقيا. دفعه الفشل في الحرب الثالثة ضد فرنسا التي حاولت غزو بروفانس ، وموت الحاكم الأول لدوقية ميلان ، أنطونيو دي ليفا ، في عام 1538 لقبول الترشيح كحاكم ، ليحل محل مارينو كاراتشولو ، الحاكم الثاني ، ليصبح نوع من الحامي للأدب والموسيقيين. انتهت الحروب مع الفرنسيين والإيطاليين الشماليين لفترة من الوقت بمعاهدة كريسبي (1544). كما أصبح فارسًا في وسام الصوف الذهبي.
بعد أن قاتل في معركة بافيا 1525 ، مثل ألإمبراطور تشارلز الخامس في وقت لاحق كسفير ، في عام 1538 ، على خلافة بيترو لاندو لجمهورية البندقية.
قاد الجيش الإمبراطوري في إيطاليا خلال الحرب الإيطالية عام 1542 وهزمه الفرنسيون في معركة سيريسول. ومع ذلك ، في معركة سيرافالي في 2 يونيو 1544 ، في أعقاب الحرب الإيطالية عام 1542 ، تمكن من هزيمة قوة من المرتزقة الإيطاليين الذين تم تربيتهم حديثًا في الخدمة الفرنسية ، بقيادة بيترو ستروزي وجيوفاني فرانشيسكو أورسيني ، كونت بيتيجليانو.